# Раса
 Тази статия е за системата за класификация на човека.  За селото в Италия вижте Раса (Италия).  
Раса е остаряло понятие, обозначаващо видът на хората според техните външни отличителни белези и черти, характерни и за някои места.
Традиционно като раси най-отчетливо се открояват белите населяващи Европа, Северна Америка и Австралия характеризиращи се със светлата си кожа и най-голямото разнообразие на гените, жълти намиращи се предимно в Азия с дръпнати очи, често с права тъмна коса и ниска височина и черни живеещи най-вече в Африка с тъмна кожа, тъмни очи, предимно с къдрави коси и високи на височина.
Първоначално терминът е използван за да обозначи обособени по техните физически характеристики популации, и датира от 17 – 18 век. Употребата му достига апогея си през периода 19 – 20 век, особено до Втората световна война, когато се използва за нуждите на научния расизъм. През втората половина на 20 век, терминът често е използван за обозначаване на генетично диференцирани популации, дефинирани от техния фенотип. 
Докато някои биолози използват понятието раса, за да обозначат различни размити множества, други членове на научната общност настояват, че понятието твърде често се използва по наивен и прекалено опростен начин, т.е. за човека понятието раса няма таксономичен смисъл и всички човешки същества принадлежат към един вид – хомо сапиенс. Учените разглеждат биологичния есенциализъм като отживелица, посочвайки че типичните генетични разлики в рамките на една група, традиционно определяна като „човешка раса“ са значително по-големи в рамките на изследваните групи, отколкото между отделните расови групи. Оттам, расови обяснения, както за физически, така и за поведенчески характеристики, са непрепоръчителни.
След като теориите на учените за човешките раси са използвани в рамките на различни идеологии, самата употреба на думата „раса“ през 21 век става проблематична. Въпреки че все още се използва в общ контекст, все повече се заменя с думи с по-малка емоционална натовареност, като популации, етнически групи, народи или общности, според контекста.
Средното генетично разстояние Fst между човешките популации е около 0,125. Левонтин аргументира, че това представлява малка расова вариация. Харпендинг, от друга страна, аргументира, че такова разстояние подразбира сродство между индивидите от същата популация, еквивалентно на сродството между полубратята в случайно се смесваща популация, и че човек от определена популация е генетично по-близо до неродствения индивид от същата популация, отколкото до полубрат от смесена раса.

## Произволност на дефиницията
Понятието раса е социално и правно конструирано в миналото въпреки липсата на какъвто и да е обективен научен критерий за подобно разделение. От гледна точка на съвременната генетика и биология въобще, неясно дефинираните морфологични критерии, като цвета на кожата, са повърхностни и се дължат на несъществени, от гледна точка на генетиката, алели. Тези повърхностни генетични характеристики нямат връзка със съществени човешки характеристики, като интелигентност, талант или физическа сила.
Когато в речта се използва думата раса се осъществява разделяне на хората и тяхна категоризация според индивидуалните представи на използващия този термин в речта си. В този смисъл, понятието раса е социална конструкция без биологически смисъл. Тази конструкция търпи промени с развитието на различните правни, икономически и социополитически контексти, в които съществува, и всъщност е по-скоро резултат от човешките отношения в рамките на социума, отколкото да е причина за тяхното налагане. Въпреки че мнозинството учени признават, че понятието е чиста социална конструкция, неоспорими са реалните последствия от тази социална конструкция в ежедневието на хората, които произтичат от институционализираните практики на дискриминация и преференции.
Различни социоикономически фактори, в съчетание с необосновани, но здраво вкоренени възгледи за това какво отличава представители на една „раса“ от друга, донасят значително страдание на групите в неравностойно социално положение. Расовата дискриминация често е на основа на расистки възгледи и се състои в това индивиди от една група и разпространявани идеологии твърдят, че индивиди от друга група са от различна раса и са морално по-низши. Като резултат от това, индивиди от расови групи с малко властови позиции са потискани и отхвърляни.
Расизмът довежда до множество общочовешки трагедии, включително робства и геноциди.
В някои държави, полицейските органи използват расов критерий за профилиране на заподозрени лица. Тази употреба на расови категории е често критикувана, като отражение на остарели разбирания за човешката природа и затвърждаващи съществуващите стереотипи. Понеже в някои общества, расовите разлики съвпадат с разлики в материалното положение на социалните групи, за изследователите от различните обществени науки, принадлежността към дадена расова група може да дава важна информация за социалното неравенство. Като социологичен фактор, принадлежността към една или друга расова група може да е плод на нечия субективна преценка, самоопределяне или да е определено от една или друга социална институция.
Предмет на спорове в научната общност е до каква степен реалността на масовите представи за раси трябва да бъде призната, с цел да бъде по-добре разбран и да бъде даден по-адекватен отговор на расизма.
Изследователите от полетата на различните социални науки изследват последствията от съществуването на понятието раса като социална конструкция се проявяват във всекидневния живот, чрез образите, идеите и предразсъдъците в него. Съществен брой изследвания са наблюдавали връзката между историческата, обществена идея за раса в обществената и по-специално правораздавателната терминология и засиления полицейски контрол и по-високите нива на задържане в затворите на някои групи.

## Исторически произход
Най-вероятно винаги е имало групи хора, които са се смятали за „различни“ от други групи хора и са опитвали да обосноват това с биологически критерии. Аргументите за съществуване на такива класификации, когато тези аргументи са били известни, са лесно оборими. Подобни критерии обаче продължават да бъдат използвани и днес в обичайната употреба на думата раса.
В по-далечното минало, думата „раса“ е използвана равносмислено с етническа група. Например, през 13 век, Марко Поло говори за „Персийската раса“ в своя пътепис „Милионът“. Днешната представа за раса, като определена предимно от цвета на кожата, датира от 17 век.

### Раса и колониализъм
Европоцентричната дефиниция за човешка раса, заедно с мнозинството от сега съществуващите конотации, възниква през 17 век и е свързано с ранните етапи от развитието на естествознанието и най-вече с европейския империализъм и колонизацията, при които се създават политически връзки между европейските народи и народи с различни културни и политически традиции. Така европейците срещат различни народи и започват различни спекулации за физическите, социални и културни различия на тези народи с европейските. Възходът на трансатлантическата търговия на роби, която представлява най-голяма част от търговията с роби в продължение на три века, дава допълнителна подбуда за класифицирането на хората с цел да се оправдае заробването на хората, населяващи Африка. Така европейците започват да разделят хората на групи, на основа на техните външни белези и да приписват на индивиди, принадлежащи на една или друга група, поведенчески модели и способности, които те твърдят, че са природно вкоренени в хора от едната или другата група. Множество масови вярвания започват да приписват определени морални, интелектуални и поведенчески характеристики на една или друга така дефинирана група. Подобни вярвания са характерни не само за европейската цивилизация: в Китай съществува понятие, често превеждано като раса, като по дефиниция принадлежност към тази група принадлежат само тези, на които се приписва да са потомци на Жълтия император.
През цялата досегашна история на човечеството, жестоки етнически конфликти противопоставят етнически групи по целия свят.

### Ранни таксономични модели
Първото съвременно (от епохата след Античността) разделяне на хората на расови групи е вероятно в труда на Франсоа Берние „Ново разделение на Земята според различните видове и раси, които я обитават“ (на френски: Nouvelle division de la terre par les différents espèces ou races qui l'habitent), публикувано през 1684 г. През 18 век, различията между различни групи хора става обект на научни изследвания, но научните класификации на фенотипните вариации бързо се примесват с расистки идеи за едни или други природни склонности на една или друга така дефинирана расова група. Като правило, най-приятните черти са приписвани на бялата, европейска „раса“, а другите раси са представяни в ред, който започва от най-приятни характеристики и върви постепенно към по-нежелани. През 1735 г., Карл Линей полага основите на съвременната таксономия, разделяйки човешкия вид Хомо сапиенс на континентални подвидове: Europaeus, Asiaticus, Americanus и Afer, като всеки от тях свързва с един от четирите темперамента: едни сангвиници, други меланхолици, флегматици или холерици. Според това разделение, Homo Sapiens Europeaus е активен, съобразителен и приключенец, докато Homo Sapiens Afer е хитър, ленив и небрежен.
През 1775 г., в трактата си „Естествените различия в човешкия вид“ Йохан Фридрих Блуменбах предлага разделяне на човешкия вид на 5 големи групи:
- Кавказка (европеидна) раса;
- Монголоидна раса;
- Етиопска раса (по-късно наречена Негроидна);
- Коренна американска раса;
- Малайска раса.

Блуменбах не степенува, в йерархична структура, предложените от него раси. За сметка на това, Блуменбах отбелязва, че преходът от една раса в друга не е рязък, и че физическите характеристики постепенно се изменят от една раса на друга и заключава, че „Така тънък е преходът от едни групи хора към други, че човек едва би забелязал границата, която отделя тези групи“.
От 17 до 19 век, смесването на простонародните вярвания с научни обяснения за тези разлики дава като резултат това, което учените днес наричат „расова идеология“. Според тази идеология, расите са изначални, естествени, трайни и отделни групи. По силата на този аргумент, някои групи биват представяни като смесица от по раншно отделни раси, но че внимателно изследване би могло да определи предишните раси, комбинирали се, за да се получи новата раса. По-нататъшни класификации, които оказват съществено влияние в обществото, като тези изработени от Жорж Бюфон, Петрус Кампер и Кристоф Майнерс, които класифицират „негрите“ като низши спрямо европейците. В Съединените щати, съществено влияние имат расовите теории на Томас Джеферсън. Той смятал африканците за нисши, най-вече що се отнася до интелигентността, и като обзети от неестествени сексуални желания, но смятал американските индианци за равни на белите.

### Раса и полигенизъм
В последните две десетилетия на 18 век се развива полигенизмът, вярването че различните раси са еволюирали отделно една от друга на различни континенти и че нямат общ прародител. Полигенизмът е популярен най-вече през 19 век и противоречията около него кулминират по време на Американската гражданска война, със създаването на Лондонското антропологично дружество, което се противопоставя на аболиционисткото Етноложко дружество.

## Съвременен дебат

### Еволюционни модели
В средата на 1990-те години се поставя въпросът дали еволюционни модели могат да обосноват или отхвърлят разделянето на човешкия вид на няколко раси, т.е. дали еволюционните модели предполагат някакво разделение на вида Homo sapiens.
Хората, които населяват днес Земята, принадлежат всички на вида Homo sapiens, и по-точно, към подвида Homo sapiens sapiens. Homo sapiens sapiens не са първите homininae: първият вид от рода Homo е Homo habilis, за когото се предполага, че е еволюирал в Източна Африка преди около 2 милиона години, и че представители от този вид са населявали различни части от Африка за относително кратко време. Homo erectus се предполага да е еволюирал преди 1,8 милиона години и преди 1,5 милиона години се е разпространил в Европа и Азия. Голямото мнозинство от антрополозите смятат, че именно от Homo erectus (в широк смисъл, или Homo ergaster) е произлязъл и Homo sapiens. Също така мнозинството от антрополозите смятат, че Homo sapiens са еволюирали в Източна Африка и постепенно са заместили напълно Homo erectus в Европа и Азия (както гласи моделът „Излизане от Африка“).

### Генетични вариации
През 1972 г., Ричард Люонтин публикува изследване на генетичните различия в голяма група хора. Резултатите от изследването показват, че 85,4% от генетичните различия между хора са в рамките на определена популация, 8,3% са между популации в рамките на предварително дефинирани расови групи и 6,3% се наблюдават само между хора от различни раси. Такива резултати означават, че расово разделение между хората на генетична основа не може да бъде направено, без голяма относителна статистическа грешка при причисляването на един индивид към една или друга раса. Люонтин заключава, че понятието раса при хората няма генетичен и таксономичен смисъл. Твърдението на Люонтин е критикувано през 2003 г. от Едуардс, който показва, че тази статистическа грешка може да бъде намалена, ако се разглежда не просто честотата на проявяване на даден алел в даден локус, ами се разглежда честотата на проявяване на даден алел на всички локуси едновременно. Уайтърспун и съавтори отбелязват, че това не променя първоначалното заключение на Люонтин, тъй като няма противоречие между това индивиди да бъдат причислявани към една или друга расова група, според произволна дефиниция за расова група, и това да могат да бъдат намерени два индивида от две различни расови групи, които да имат по-голяма генетична прилика от произволно избрани два индивида от една и съща расова група. С други думи, че макар и индивиди да могат да бъдат причислявани към една или друга расова група, по произволна дефиниция за расова група (например, цвят на кожата и т.н.), ако вземем индивид от коя да е расова група, винаги може да се намери индивид от различна расова група, с който първият индивид има по-голямо генетично сходство от всички други представители на своята расова група.
По същата логика, антрополози като Джонатан Маркс и философи като Джонатан Каплан и Расмус Уинтър отбелязват, че макар и расовите групи, дефинирани според цвета на кожата, да са средностатистически различни една от друга, това не означава, че тази дефиниция е най-точната дефиниция за расова група, т.е. че винаги могат да се дефиниран расови групи, статистически различни една от друга, по критерии различни от цвят на кожата и други използвани в исторически план дефиниции за расова група.

### Подвидове
В началото на 20 век множество антрополози приемат за даденост твърдението, че съществуват биологически отделени раси и че дадена раса съответства точно на определени лингвистични, културни и социални групи, и прилагат това схващане в областта на евгениката, заедно с друго схващане, което днес се нарича научен расизъм. 
Развитието и ексцесиите на нацистката евгеника преди и по време на Втората световна война показват липсата на научна достоверност на расовата теория. Започват и първите съмнения по отношение на обосновката на понятието раса, които завършват с това мнозинството от биолозите и антрополозите да отхвърлят термина раса като несъответстващ на научно обосновано разделяне на хората на расови групи.
Първите, които оспорват съществуването на отделни раси на емпирична основа, са антрополозите Франц Боас, който доказва, че фенотипната изменчивост се дължи на фактори от околната среда, и Ашли Монтагю, който се основава на заключения от областта на генетиката. Едуард Уилсън оспорва понятието раса на общи основания от гледна точка на теорията за класификация на организмите и отхвърля твърдението, че раса е еквивалентно на подвид. Според Джонатан Маркс: 
| „ | Към 1970-те стана ясно, (1) че повечето различия между хората са културно дефинирани; (2) че това, което не е културно дефинирано е полиморфично, тоест, че се наблюдава в различна степен в различни групи; (3) че това, което не е културно или полиморфно е екологично – тоест, че тези различия варират постепенно с географското положение на популацията и (4) че всички останали различия − тези, които не са нито културни, нито полиморфни, нито екологични − са всъщност много малки. Така се оформи консенсус след антрополозите и генетиците, че раси, така, както ги разбираше предното поколение – като описващи на големи, дискретни, географски отделени, генофондове − всъщност не съществуват. | “ |

Уилям Бойд, към средата на 20 век, дефинира раса като „Популация, която се различава от друга популация, по отношение на честотата, с която в нея се наблюдава един или друг ген. Въпрос на произволна дефиниция е кои, и колко, локуси ще приемем за значимо 'съзвездие'“. Ленърд Либерман и Родни Кърк отбелязват, че „големият проблем на такива твърдения е, че ако определен ген може да служи за разграничаването на една раса от друга, то тогава броят на расите е равен на броя на двойките, които се възпроизвеждат“. Стивън Молнар добавя, че като се отчете и фактът, че честотата на проявяване на различни гени варира с местоживеенето на индивида, и че пространствените вариации на тези честоти са различни за различните гени, то за да се задоволи дефиниция на раса като популация с по-голяма честота на проявяване на даден сбор от гени трябва непрекъснато да се дефинират нови и нови раси, което прави така дефинираното понятие раса безполезно. В същия ред на мисли, едно от заключенията на проекта „Човешки геном“ гласи: „Ако от няколко поколения, хора живеят в същия географски регион, то те могат да имат някои общи алели, но не се намира нито един алел, който да е общ за всички членове на такава група, нито пък да не се среща при представители от друга група“.  Така от гледна точка на генетиката, цветът на кожата и други характеристики, използвани в миналото да се дефинират отделни раси, не са съществен критерий за разделянето на хората на раси. Със същата адекватност, хората могат да бъдат разделени на раси според проявата на всеки друг ген – например, по цвят на косата или цвят на очите.

## Като социална конструкция
След като физическите антрополози и еволюционните биолози спират да говорят за раси, а за обозначаване на наблюдаваните генетични разлики, започват да се използват термини като популация, то и историците, културните антрополози и социолозите преосмислят расите и предефинират термина раса като обозначаващ културна категория или социална конструкция − като начин, по който хора идентифицират себе си или други групи. Терминът раса често е заместван с етническа принадлежност в социалните науки, за обозначаване на хора, самоопределящи се като принадлежащи към една или друга социална група – като подобни групи често са съставени от хора споделящи обща култура, потекло и история. Покрай емпиричните и идеологични проблеми с понятието раса след Втората световна война, еволюционните биолози и социолозите отделят особено внимание на опасностите за това вярвания относно раси да бъдат използвани, за да оправдаят дискриминации, апартрейди, робства и геноциди. Това самоподлагане на съмнение на знанията за расовите групи получава силен тласък през 1960-те години, с движението за граждански права в Съединените щати и с образуването на множество антиколониални движения в колониалния свят. Това помогнало за осъзнаване на факта, че вярването че понятието раса, смятано като отговарящо на някаква обективна реалност, е било наложено, за да оправдае различие в социалните функции на различни групи с произволно дефинирано разделение.
Крейг Вентър и Франсис Колинс от Националния здравен институт, изследват резултатните данни от картата на човешкия геном с цел да изучат вариациите в човешкия генофонд. Вентър установява, че генетичните различия сред хората между 1−3% (вместо 1%, колкото се е предполагало дотогава), и че видът на различията не подкрепя хипотезата за генетично дефиниране на расите. Вентър обобщава релевантните към темата резултати от проекта „Човешки геном“ по следния начин:
| „ | Расата е социална концепция. Не е научна. Няма ярки разделителни линии (които да излизат на преден план), които да отделят геномите на хората на тази планета. | “ |

.
| „ | Когато се опитаме да използваме науката, за да категоризираме социалните различия, цялата работа пропада. | “ |

По думите на Катя Меровач, расата е „човешко изобретение, чиито критерии за диференциация не на нито универсални, нито вечни, а винаги са били използвани за да се борави с различието“.. Антрополози като Меровач и Стефан Палмие настояват, че именно употребата на думата раса трябва да бъде изследвана и че биологията няма как да обясни как хората възприемат идеята за раси, а за това трябва да изследваме историята и социалните връзки.
Имани Пени, от Центъра за афроамерикански изследвания на Принстънския университет има съществен принос за дефинирането на понятието раса в Съединените щати. Трудовете на Пени акцентират върху субективното усещане за расови различия. По думите на Пени расите са „резултат от социални обстоятелства и политически решения“ и че „расата е повече нещо, което се случва, отколкото нещо, което е там от самото начало. Това е нещо динамично, но в него няма обективна истина“.

### Раса и етнос
Различията между раса и етнос от дълго са въпрос на спорове. Често се приема, че етносът съответства на културната идентичност на група в национална държава, докато раса се твърди че е биологична и културна категория, съответстваща на понятие за превъзходство на една група над друга. Антрополози, като Раман Гросфугел, обясняват че расовата и етническата идентичност са една и съща концепция и че двете понятия не могат да бъдат използвани отделно като автономни категории.

### Европейски съюз
| „                                                  | Европейският съюз отхвърля всички теории, които се опитват да определят съществуването на отделни човешки раси | “ |
| Директива 2000/43/ЕО на Съвета на Европейския съюз | |   |

Европейският съюз използва термините расов произход и етнически произход като синоними в официалните си документи. Когато термините раса или расов произход биват използвани в официални документи на ЕС, това е с уточнението, че от тяхното използване не следва признаването на никакви расови теории. В разнообразния културен контекст на Европа, народност, етнос и етнически произход са понятия, които имат много по-малка идеологическа натовареност от раса и расов произход. В някои държави се правят силни асоциации между употребата на понятието раса и приемането на расистки закони пред 1930-те и 1940-те от нацистките и фашистки режими. През 1996 г., Съветът на ЕС приема резолюция, с която се утвърждава, че „терминът следва да се избягва във всички официални документи“.
След Втората световна война силно се повишава етническото разнообразие във Франция. По различни оценки, около 3 000 000 души във Франция се самоопределят или традиционно биват определяни като принадлежащи на малцинствени расови групи. Въпреки че това е много по-малко от този процент в САЩ (15−20%, според това как биват категоризирани латиноамериканците) е достатъчно, за да постави въпроса в политическия дневен ред на страната. Спецификата на френската политика по този въпрос, което я различава от страни като САЩ, Великобритания и Нидерландия, е че политиките по въпроса с малцинствените етнически групи не споменават изрично цвета на кожата в свързаните с тях текстове. Вместо това, когато се разглежда въпроса за социални неравенства, се използват географски и класови критерии. В началото на 70-те години на ХХ в. във Франция са приети закони и разпоредби срещу расизма, най-вече що се отнася до речта на омразата, които дават по-голяма защита от съответните закони и разпоредби в други държави. За сметка на това, във Франция отделните хора са много по-малко защитени от проблеми, свързани с дискриминация при търсене на работа, квартира и по отношение на предоставяне на някои услуги.

### Съединени американски щати
Имигранти са влизали в САЩ от всички краища на Европа, Азия и Африка. Там те са се смесили както помежду си, така и с коренното население на Америка. Днес значителна част от хората, които се определят като афроамериканци, имат поне един европейски предшественик, а много самоопределящи се като европейски американци – поне един африкански или индиански предшественик.
Още от основаването на САЩ коренното американско население (индианците), афроамериканците и европейските американци биват категоризирани в различни раси. Опитите да се проследят смесванията на така дефинираните расови групи довежда до въвеждането на понятия като мулат, метис и квартерон. Критериите за причисляване към една или друга расова група започват да си противоречат още от 19 век. По време на Реконструкцията на юга, за „негър“ започват да считат всеки човек, за който се знае че има и „една капка черна кръв“. Към началото на 20 век, това е масова практика в повечето щати. Американските индианци биват определяни според техния процент „индианска кръв“ (наричана на английски: blood quantum). С това понятие са свързани и т.нар. „blood quantum laws“ − серия от закони, регламентиращи причисляването на хора към индианските племена и народи. За да бъде категоризиран човек като „бял“ е трябвало той да има „чист бял“ произход.
Провежданите на всяко десетилетие преброявания на населението в САЩ спомагат за категоризирането на хората в САЩ на расови групи.
Терминът Hispanic възниква като етноним през 20 век с увеличаването на миграцията на работници от испаноговорещи държави в Америка към САЩ. Термините Latino и Hispanic се използват взаимозаменяемо. Към тази група биват причислявани хора, които по принцип биват причислявани и към други расови групи.

### Бразилия
Етническият състав на Бразилия и фенотипните характеристики на населението често биват цитирани като пример за това, че концепцията за раса е социална конструкция и че представите за това какво е раса варират от общество на общество. Най-късно от 20 век насам, бразилското общество се характеризира с липсата на ясно очертани расови категории. Противно на правната практика в САЩ през 19 век, за категоризиране като „не-бели“ на индивиди с най-малко един родител с „не-бял“ произход, в Бразилия расовата принадлежност никога не е определяна по подобни правила. Новородените бразилски деца не са автоматично причислявани към расовата категория на родителите си, а броят расови категории, към които човек е възможно да бъде причислен са повече на брой. Това позволява различни членове на едно семейство, или дори различни деца на едни родители, да бъдат причислявани към различни расови категории. Съществуват дузина расови категории, които съответстват на всички възможни комбинации от цвят на косата, структура на косата, цвят на очите, цвят на кожата. Така понятието раса в Бразилия описва повече външния вид, отколкото етническото наследство и всъщност цветът на кожата не е добър индикатор за каквато и да е принадлежност. Това е така, понеже само няколко гена са отговорни за външния вид на човека; човек, който, например в Европа, традиционно бива определен като „черен“, може да има предимно европейски предшественици от човек с бяла кожа. Сложността на расовите категории в бразилското общество свидетелства за високата степен на смесване на различните расови групи. Въпреки това, в бразилското общество продължава да се наблюдава корелация, макар и не абсолютна, между расови категории и социален статус. Тези социоикономически фактори са важни за расовите групи, които не могат да бъдат определени като представители на бедна или богата прослойка по общо правило. Така например някои представители на расовата категория парду, биват възприемани като „бели“ или „черни“ според социалния им статус: по-богатите пардуси биват възприемани като „по-бели“.

### В правораздаването
В Съединените щати, практиката „расово профилиране“ е определена като противоконституционна от Върховния съд и като нарушаваща основни граждански права. Макар и забранено в много държави, като САЩ, Франция и други, полицейските и правораздавателни органи де факто използват расово профилиране в работата си, което за много представлява институционализиран расизъм. Дългата история на злоупотреби с определяне на „расови“ принадлежности, както за привилегироване на едни групи, така и за дискриминиране на други, е от съществена важност в дебата за използване на фенотипни и генотипни характеристики, свързани с произволно дефинирани расови принадлежности, за описване както на жертви, така и на извършители на престъпления.
Сред лишените от свобода в САЩ има завишен брой афроамериканци и латиноси, брой завишен спрямо средния процент граждани със съответния етнически произход в страната. Мишел Аликзандър, автор на книгата „New Jim Crow: Mass Incarceration in the Age of Colorblindness“ (2010), настоява че затворите не трябва да се разглеждат като места за изтърпяване на наказания. Те са и „най-голямата мрежа от закони, правила, политики и нрави, които контролират хората с лепнат етикет „престъпник“ както в затвора, така и извън него“. За нея лишаването от свобода е „не просто затварянето на хора зад реални решетки в реални затвори, но също така и зад виртуални решетки и виртуални затвори“ − илюстрирайки третирането като второкласни граждани на групи, в които причислявани към малцинствени расови групи са свръхпредставени. Аликзандър сравнява съвременните учреждения за лишаване от свобода в САЩ със законите на Джим Кроу, посочвайки че и двете системи работят за разделяне на обществото на расови касти.